# Terezija Fernández de Traba
Terezija Fernández de Traba (Teresa Fernández de Traba) bila je leonska kraljica kao druga supruga Ferdinanda II. Leonskog. Terezija je bila izvanbračna kći Terezije, portugalske grofice i Fernanda Péreza de Trabe.
Prvi suprug gospe Terezije bio je Nuño Pérez de Lara, nakon čije je smrti Terezija otišla na leonski dvor i udala se za kralja Ferdinanda.
Terezija je umrla 6. veljače 1180. te je pokopana u bazilici svetoga Izidora u Leonu.

## Djeca
Terezijina i Nuñova:
- Álvaro Núñez de Lara (umro 1218.)
- Fernando Núñez de Lara
- Gonzalo
- Sanča
- Marija
- Elvira

Terezijina i Ferdinandova djeca:
- Ferdinand
- Sančo